# Kostajnik
Kostajnik (Servisch: Костајник) is een plaats in de Servische gemeente Krupanj. De plaats telt 924 inwoners (2011).